# 李微
李微（1985年3月18日—）出生于北京，是一名已退役中国足球运动员，司职中场。最後效力于中甲球隊浙江隊。

## 职业生涯

### 青年队
- 1999年进入山东鲁能泰山的鲁能足校。

### 俱乐部
- 2004年10月进入山东鲁能泰山一线队。
- 2007年在亚洲冠军联赛对阵阿德莱德联的比赛中打入个人俱乐部首球。
- 2013年租借到中超升班马武汉卓尔。3月8日联赛首轮取得在武汉卓尔的首球，但武汉客场1比2不敌江苏舜天。

### 国家队
- 多次入选国奥队集训名单，有不错发挥，但最终未能入选国奥队参加北京奥运会。

## 荣誉

### 山东鲁能泰山
- 中国足球超级联赛冠军：2006、2008、2010
- 中国足协杯冠军：2006、2014
- 中国足球协会超级杯冠军：2015

Template:2019年中乙分类名单淄博